# Beck
Bek David Campbell, poznatiji pod umjetničkim imenom Beck, također poznat i kao Beck Hansen, rođen 8. srpnja 1970. godine, američki je glazbenik i tekstopisac.

## Životopis
Beck Hansen rođen je u Los Angelesu, Kalifornija, od oca Davida Campbella, glazbenika, i majke Bibbe Hansen, vizualne umjetnice. Nakon razvoda roditelja ostaje s majkom i bratom u L.A.-u, gdje na njega utječe širok spektar glazbe: sve od hip-hopa do latino glazbe, kao i umjetnička scena kojem mu je majka bila dijelom; sve će se to odraziti na njegovo kasnije stvaralaštvo.
Beckova glazba se često smatra tipičnim zvukom popularne alternativne glazbe 1990-ih – ne mari za konvencije žanra, kombinirajući različite, često oprečne stilove, te spaja živu instrumentalnu glazbu sa sempliranom i sintetičkom. Međutim, ono što ga je istaklo među drugim grupama tog smjera poput Mr Bungle i avangardnih skladatelja poput Johna Zorna (koji je eksperimentirao sa sličnim miješanjem žanrova kao Beck) su njegovi slobodni, neobični, često apsurdni tekstovi. Uspoređivan s Bobom Dylanom iz neobičnih faza, Beck je postao karika između beatničke prošlosti i hip-hop sadašnjosti.
Nakon napuštanja srednje škole sredinom 1980-ih, Beck se posvetio samoobrazovanju i putovanjima. U Njemačkoj provodio je vrijeme s djedom, umjetnikom fluxusa Alom Hansenom; u New York Cityju iskusio je anti-folk glazbeni pokret inspiriran punkom.
Po povratku u L.A. na prijelazu desetljeća, nastupao je svugdje: od punk-klubova do kafića; a u duhu mladog umjetnika, njegovi su nastupi pamćeni kao kombinacije humora i ekscentričnosti.
U tom periodu kreativnosti, nezavisna izdavačka kuća Bong Load Custom Records otkrila je Becka, i izdana je singlica Loser. Pjesma je izazvala pravu senzaciju na radijskim valovima i ubrzo, velike izdavačke kuće su se bijesno nadmetale kako bi Beck potpisao za njih (on je odabrao kuću Geffen, za koju i danas izdaje, jer su mu dopustili da uz izdavanje albuma za njih izdaje i nezavisne albume).
1994. album Mellow Gold napravio je od Becka mainstream uspjeh i stvorio od njega današnjeg predstavnika 'zabušanata' na alternativnoj rock sceni.
Usprkos uspjehu Mellow Golda kritičari su Becka smatrali čudom jednog hita, a publika često nije marila za njegove ostale skladbe nakon hita Loser. Takav se stav prekinuo izlaskom albuma Odelay iz 1996., suradnje s producentskim tandemom The Dust Brothers. Najavni singl Where It's At žestoko se vrtio na radiju i TV-u, a sam album je ocijenjen najvišim ocjenama u časopisima Rolling Stone i Spin, našao se na brojnim popisima najboljih albuma godine, i nagrađen je brojnim nagradama, uključujući dva Grammyja.
1998. izlazi nasljednik Odelaya, Mutations koji se sastoji od 14 pjesama snimljenih u dva tjedna, zamišljen kao popunjavanje rupe do sljedećeg albuma. Producent Nigel Godrich (Radiohead) album je učinio manje elektronički usmjerenim od Odelaya, a Beckove pjesme su pisane pod jakim utjecajem folka i bluesa.
Tijekom 1998., Beck i Al Hansen održali su zajedničku umjetničku izložbu pod nazivom "Beck & Al Hansen: Playing with Matches", s kojom su gostovali po SAD-u i Kanadi.
1999. kuća Geffen je izdala dugo očekivan album Midnite Vultures, povratak energičnom Becku iz vremena prije izlaska Mellow Golda, uz koji je uslijedila i ogromna svjetska turneja. 
Nakon Midnite Vultures, 2002. je uslijedio album Sea Change, neobično emotivan album kojeg je producirao Godrich. Sea Change prati stadije koji slijede nakon raskida veze, a na albumu gostuje Beckov otac David Campbell i the Flaming Lips. Niti jedan singl nije izdan, a album je postao prvim Beckovim albumom koji je ušao među prvih deset na američkoj ljestvici albuma.
U kasnoj 2004. godini, Beck se vraća u studio i radi na svom šestom studijskom albumu za Geffen, Guero. Na tom albumu, izdanom 2005., kao producenti se vraćaju the Dust Brothers, a zapažene su i suradnje s Davidom Campbellom i Jackom Whiteom iz grupe The White Stripes. Album je vrlo dobro prihvaćen kod kritike, dosegao je drugo mjesto Billboardove ljestvice albuma, time postavši komercijalno najuspješnijim Beckovim albumom, a najavni singl E-Pro postao je stalnim dijelom repertoara brojnih alt-rock klubova. Drugi singl, Girl, synth-pop, također se vrlo često vrti na brojnim postajama.
U travnju 2004. godine, Beck je oženio Marissu Ribisi (sestru Giovannia Ribisija, koja mu je nedugo prije rodila sina, Cosima Henria Hansena, a dvije godine kasnije, kćer Tuesday.
2006. godine je izašao album "The information", od kojih je najistaknutiji singl "Nausea" (koji je Beck otpjevao na Saturday Night Live, a za koji su snimljena čak 5 spota).
2008. godine je izdan album "Modern guilt" za singlovima "Youthless" i "Modern guilt".
Sredinom 2009. godine, Beck je započeo projekt Record Club, u kojem on i drugi glazbenici obrađuju cijele albume drugih autora u jedan dan. Dosad su obrađeni albumi Leonarda Cohena, Skipa Spencea, INXS-a, i drugih, a pjesme su postavljene na Beckovoj službenoj stranici.

## Diskografija

### Albumi
(službeni albumi otisnuti su masnim slovima)
- The Banjo Story (1988., samostalno izdanje)
- Golden Feelings (1993., za nezavisnu kuću Sonic Enemy)
- A Western Harvest Field by Moonlight (1994., nezavisnu kuću Fingerpaint Records)
- Stereopathetic Soul Manure (1994., za nezavisnu kuću Flipside)
- Mellow Gold (1994., za Geffen)
- One Foot in the Grave (1994., za nezavisnu kuću K)
- Odelay (1996., za Geffen)
- Mutations (1998., za Geffen)
- Midnite Vultures (1999., za Geffen)
- Sea Change (2002., za Interscope/Geffen)
- Guero (2005., za Interscope/Geffen)
- The Information (2006., za Interscope/Geffen)
- Modern Guilt (2008.)
- Morning Phase (2014.)
- Colors (2017.)
- Hyperspace (2019.)

### Mini-albumi (EP izdanja)
- Hell Yes, the GameBoy Variations (2004.)

## Filmografija
- Lightfield's Home Videos (2005., u pretprodukciji)
- Southlander (2001.)
- The Rugrats Movie (1998., glas)

## Vanjske poveznice
Službena Beckova web-stranica  Arhivirana inačica izvorne stranice od 21. kolovoza 2007. (Wayback Machine)